# رابرت هاپکینز
رابرت ئی. هاپکینز (انگلیسی: Robert E. Hopkins؛ ‏ ۲۱ سپتامبر ۱۸۸۶ – ۲۲ دسامبر ۱۹۶۶) فیلم‌نامه‌نویس اهل ایالات متحده آمریکا بود.
از فیلم‌هایی که وی در آن‌ها نقش داشته‌است، می‌توان به سان‌فرانسیسکو اشاره نمود.